# Lexington Avenue-63rd Street (63rd Street Line)
Lexington Avenue-63rd Street is een station van de metro van New York aan de 63rd Street Line in Manhattan. Lijn  maakt gebruik van dit station.
 ·  ·  ·  ·  ·  ·  ·  ·  · 